# ART Grand Prix

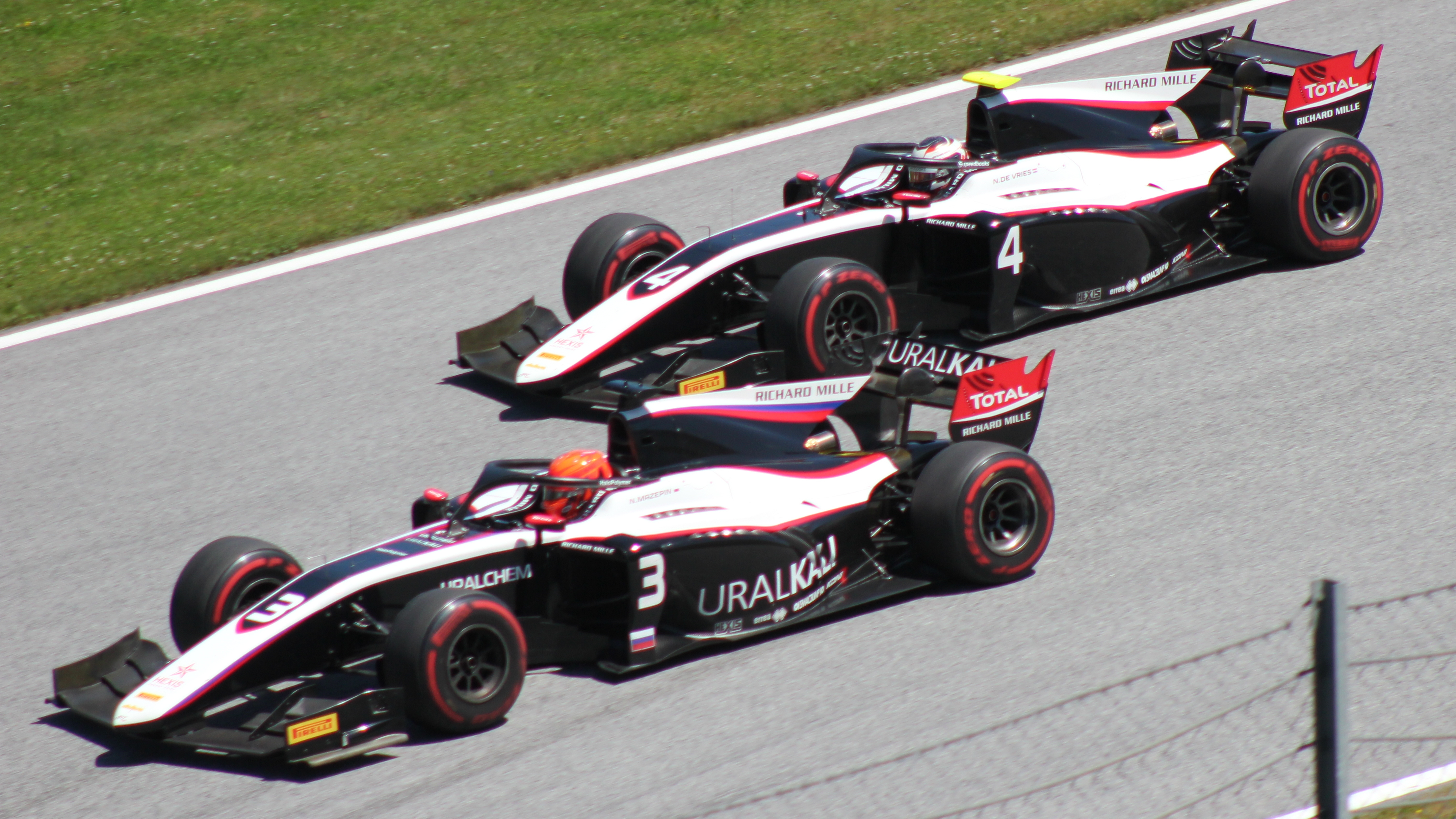
Beide ART-Einsatzwagen der Formel-2-Saison 2019

ART Grand Prix ist ein französisches Motorsportteam, das im Motorsport aktiv ist. Das Team startet in der FIA-Formel-2-Meisterschaft, FIA-Formel-3-Meisterschaft, DTM und Formula 1 Academy. Von 2003 bis 2010 war das Team in der Formel-3-Euroserie, wo es bis 2007 unter dem Namen ASM Formule 3 fuhr, aktiv. 2011 verwendete das Team den Namen Lotus ART, 2012 ging ART als Lotus GP an den Start.

## Gründung

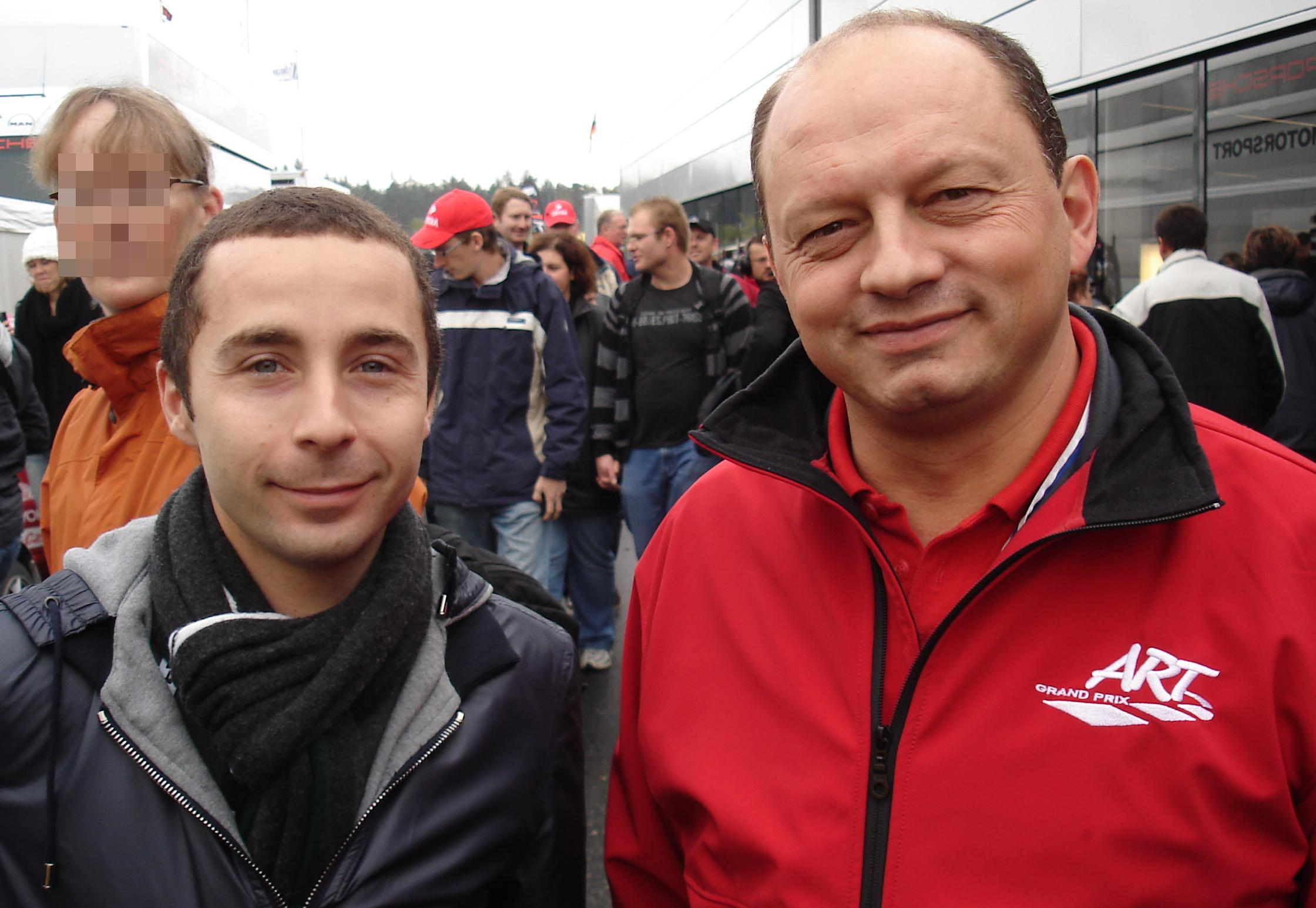
Nicolas Todt (links) und Frédéric Vasseur (2009)

ART Grand Prix ist ein 2005 gegründetes Gemeinschaftsprojekt von Frédéric Vasseur, dem Teamchef des 1996 gegründeten Formel-3-Teams ASM, und Nicolas Todt, dem Sohn des früheren Geschäftsführers und Formel-1-Teamchef von Ferrari, Jean Todt. Vasseur wollte mit seinem erfolgreichen Formel-3-Team in die neu gegründete GP2-Serie einsteigen und Todt hatte Interesse daran, an der Leitung eines Motorsportteams mitzuwirken. Zuvor war er als Manager einzelner Motorsportler tätig, unter anderem für Felipe Massa. Todt übernahm die kommerziellen Aufgaben, während Vasseur sich um das tägliche Renngeschäft kümmerte.

## GP2-Serie
In der ersten Saison der GP2-Serie fuhren der Franzose Alexandre Prémat und der Deutsche Nico Rosberg für das Team. Rosberg gewann die Fahrerwertung, Prémat wurde Vierter. ART Grand Prix konnte mit diesen Platzierungen auch die Teamwertung gewinnen.
In der Saison 2006 wechselte Rosberg zum Formel-1-Team Williams F1, Prémat verblieb bei ART. Zweiter Fahrer wurde der Engländer Lewis Hamilton, der im Jahr zuvor die Formel-3-Euroserie im Team ASM dominiert hatte. Hamilton gewann die Fahrerwertung der GP2 und Prémat wurde Dritter. Wieder konnte das Team den Sieg in der Teamwertung für sich verbuchen.
Die Saison 2007 verlief nicht ganz so erfolgreich. Nach dem Weggang von Hamilton zum Formel-1-Team McLaren-Mercedes und dem Wechsel von Prémat in die DTM ging das Team mit dem Brasilianer Lucas di Grassi und dem Deutschen Michael Ammermüller an den Start. Während di Grassi die in ihn gesetzten Hoffnungen weitgehend erfüllte und zum Saisonende in der Fahrerwertung den zweiten Platz belegte, verletzte sich Ammermüller bei einem Unfall im ersten Rennen in Bahrain. Im folgenden Rennwochenende ging neben di Grassi deshalb der Russe Michail Aljoschin an den Start, in Monaco übernahm der Schweizer Sébastien Buemi Ammermüllers Platz. Zwar kehrte Ammermüller für die Rennen in Magny-Cours und Silverstone zum Team zurück; wegen der in Bahrain zugezogenen Handverletzung konnte er die Formel-GP2-Saison jedoch nicht zu Ende fahren und wurde durch Buemi ersetzt. In der Fahrerwertung reichte es für den Schweizer nur zu einem 21. Platz; gleichwohl konnte das Team die Saison dank der Leistung von di Grassi auf dem zweiten Platz der Teamwertung beenden.
2008 trat ART Grand Prix sowohl in der GP2-Asia-Serie als auch in der regulären Serie an. In der zwischen Januar und April 2008 ausgetragenen Asia-Serie konnte ART Grand Prix mit Romain Grosjean den ersten Sieger dieser neuen Rennserie stellen und die Teamwertung gewinnen. Das zweite Auto wurde von Stephen Jelley gefahren. In der Saison 2008 startete das Team mit Luca Filippi und Romain Grosjean. Nach dem fünften Rennwochenende wurde Filippi jedoch wegen mangelnder Erfolge durch den Japaner Sakon Yamamoto ersetzt. Dieser konnte als bestes Ergebnis einen vierten Platz in Budapest herausfahren. Grosjean gewann je ein Rennen in Istanbul und Spa-Francorchamps und stand je zweimal als Zweiter und Dritter auf dem Podest. Das reichte für den vierten Platz in der Fahrerwertung und brachte ART Grand Prix den fünften Rang in der Teamwertung.
In der GP2-Asia-Serie-Saison 2008/2009 starteten Sakon Yamamoto, Nelson Philippe, Pastor Maldonado und Nico Hülkenberg für ART Grand Prix. Während Yamamoto an jedem Rennen teilnahm, teilten sich die anderen drei Piloten ein Cockpit. Erfolgreichster Pilot war Hülkenberg, der mit einem Rennsieg den sechsten Gesamtrang belegte. In der Teamwertung wurde ART Vierter. In der Saison 2009 der GP2-Serie fuhren Hülkenberg und Maldonado für ART Grand Prix. Beide Fahrer konnten Rennen für sich entscheiden. Hülkenberg gewann fünf, Maldonado zwei Rennen. Am Saisonende entschied Hülkenberg den Fahrertitel für sich und wurde der dritte ART-Pilot dem dies gelang. Maldonado beendete die Saison auf dem sechsten Gesamtrang.
In der GP2-Asia-Serie-Saison 2009/2010 begann man die Saison mit Marcus Ericsson und Sam Bird. Nach dem ersten Rennwochenende wurde Ericsson durch Jules Bianchi ersetzt. Bester Pilot des Teams war der siebtplatzierte Bird, der mit einem zweiten Platz auch das beste Teamergebnis erzielte. In der Teamwertung belegte das Team den fünften Platz. In der Hauptserie trat ART Grand Prix 2010 erneut mit Bianchi und Bird an. Während Bianchi ohne Rennsieg den dritten Gesamtrang erzielte, wurde Bird mit einem Sieg Fünfter in der Fahrermeisterschaft. In der Teamwertung beendete ART die Saison auf dem dritten Platz.
Ab der GP2-Asia-Serie-Saison 2011 tritt das Team unter dem Namen Lotus ART an.

## GP3-Serie
Ab 2010 startete ART Grand Prix auch in der neugegründeten GP3-Serie. Als Fahrertrio gingen Alexander Rossi, Esteban Gutiérrez und Pedro Nunes an den Start. Während Nunes nur vereinzelt Punkte erzielte und den 24. Gesamtrang belegte, fuhren Rossi und Gutiérrez um Siege mit. Rossi wurde mit zwei Siegen Vierter, Gutiérrez gewann den Meistertitel mit fünf Siegen. In der Teamwertung wurde ART Grand Prix ebenfalls Meister.

## Formel-3-Euroserie

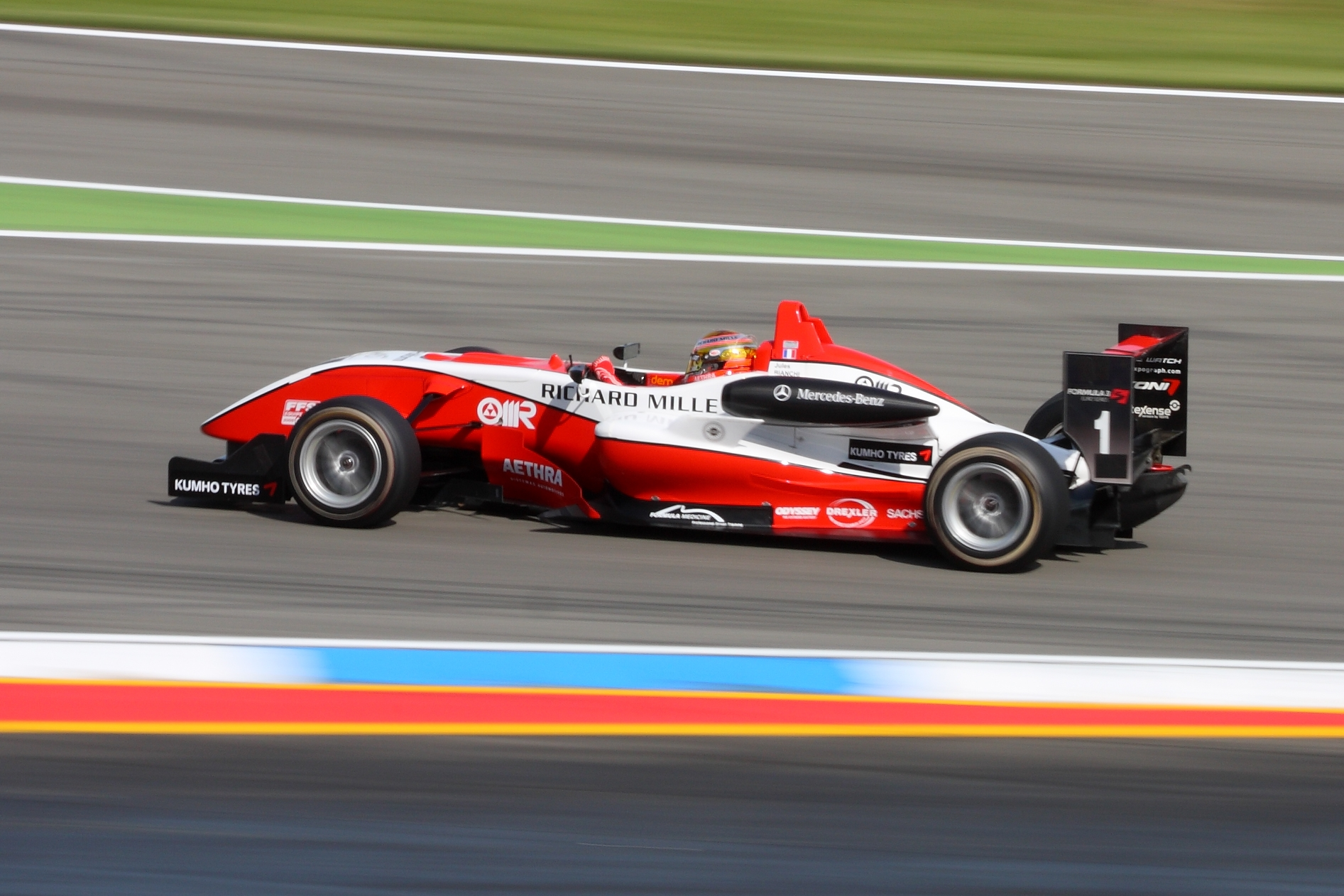
Der Dallara F308 von Jules Bianchi in der Formel-3-Euroserie 2009

Das von Vasseur gegründete Team ASM Formule 3 war schon vor dem Zusammenschluss mit Todt in der Formel 3 aktiv und startete von 2003 bis 2010 in der Formel-3-Euroserie mit Motoren von Mercedes. In der ersten Saison waren Alexandre Prémat und Olivier Pla die Stammpiloten in der Debütsaison. Außerdem wurde Jamie Green an einem Rennwochenende eingesetzt und Bruno Spengler ab dem vierten Rennwochenende unter Vertrag genommen. Bester Pilot des Teams, dass die Teamwertung gewann, war Pla, der den vierten Gesamtrang belegte. Mit Prémat auf Platz sieben und Spengler auf Platz zehn, waren zwei weitere ASM-Piloten unter den besten zehn. 2004 bildeten Prémat, Green und Eric Salignon das Fahrertrio von ASM. Salignon wurde nach acht Rennwochenenden abgelöst und für das Saisonfinale durch Adrian Sutil vertreten. ASM entschied erneut die Teamwertung für sich und mit Green und Prémat auf den ersten zwei Plätzen erzielte man eine Doppelführung in der Fahrerwertung. Salignon wurde Sechster. Die drei Piloten gewann allesamt Rennen.
2005 erhielt Sutil ein Stammcockpit bei ASM. Sein Teamkollege wurde der Brite Lewis Hamilton. Die beiden dominierten die Meisterschaft und belegten die ersten Plätze in der Fahrerwertung. Hamilton entschied den Meistertitel mit 15 Siegen für sich. Für das letzte Rennwochenende wurde Sutil durch Maximilian Götz vertreten. Die Teamwertung entschied ASM zum dritten Mal in Folge für sich. 2006 trat man erstmals mit vier Rennwagen an. Sebastian Vettel, Paul di Resta, Giedo van der Garde und Kamui Kobayashi gingen für den französischen Rennstall an den Start. Erneut duellierten sich zwei Piloten des Teams um den Fahrertitel: Di Resta gewann den Titel schließlich vor Vettel. Van der Garde und Kobayashi belegten die Positionen sechs und acht. Die Teamwertung ging erneut an ASM. 2007 blieb Kobayashi im Team. Als neue Piloten wurden Romain Grosjean, Nico Hülkenberg und Tom Dillmann unter Vertrag genommen. Mit sechs Siegen gewann Grosjean den Meistertitel der Fahrer für ASM. Erstmals seit drei Jahren stellte das Team nicht den Vizemeister und Hülkenberg beendete die Saison als zweitbester Pilot auf dem dritten Gesamtrang. Kobayashi belegte den vierten, Dillmann den neunten Platz. ASM gewann abermals die Teamwertung.
Ab der Saison 2008 startete das Team auch in der Formel-3-Euroserie unter dem Namen ART Grand Prix. Hülkenberg blieb im Team und erhielt mit James Jakes, Jules Bianchi und Jon Lancaster zwei neue Teamkollegen. Hülkenberg dominierte die Saison und gewann den Fahrertitel. Mit Bianchi, der Dritter wurde, schaffte es in dieser Saison nur ein weiterer Teamkollege unter die besten zehn Fahrer. Lancaster und Jakes belegten die Plätze zwölf und 13. Die Teamwertung ging zum sechsten Mal in Folge an ART Grand Prix. 2009 behielt man Bianchi im Team und nahm Valtteri Bottas, Esteban Gutiérrez und Adrien Tambay unter Vertrag. In dieser Saison dominierte Bianchi die Rennserie und gewann den Meistertitel. Bottas wurde Dritter, Gutiérrez Neunter und Tambay 21. In der Gesamtwertung verteidigte ART abermals den Titel. 2010 trat man nur noch mit drei Autos an. Bottas behielt sein Cockpit und wurde durch Alexander Sims und Jim Pla unterstützt. Erstmals seit Beginn der Formel-3-Euroserie gewann ART Grand Prix nicht die Teamwertung und wurde von Signature geschlagen. Auch in der Fahrerwertung ging der Titel an keinen ART-Piloten. Bottas wiederholte die Platzierung aus dem Vorjahr und wurde erneut Dritter. Sims wurde Vierter, Pla Zehnter.
Nach dem Ende der Saison 2010 gab ART Grand Prix bekannt, dass sich das Team nach acht Jahren aus der Formel-3-Euroserie zurückzieht um sich auf das Engagement in der GP2- und GP3-Serie zu konzentrieren.